# Gusinobrodskaja
Gusinobrodskaja (ros. Гусинобродская), inna nazwa projektowa: Dowatora (ros. Доватора) – planowana szósta stacja Linii Dzierżyńskiej, znajdującego się w Nowosybirsku systemu metra.

## Plany
Stacja Gusinobrodskaja ma zostać umiejscowiona na granicy rejonów dzierżyńskiego i okiabrskiego. Jej lokalizacja w tym miejscu pojawia się jeszcze w planach sowieckich, stworzonych w latach osiemdziesiątych XX wieku. Jednak załamanie gospodarcze jakie wkrótce nastąpiło, a następnie rozpad Związku Radzieckiego i kryzys w Federacji Rosyjskiej w latach dziewięćdziesiątych sprawiły, że projekty te z uwagi na złą sytuację ekonomiczną nie mogły zostać zrealizowane. Do tych projektów powrócono po roku 2000, gdy poprawiła się sytuacja gospodarcza w kraju. Powoli uruchamiano kolejne stacje systemu nowosybirskiej kolei podziemnej, przewidywano też rozpocząć realizację projektu stacji Gusinobrodskij (Dowatora), ale nie była ona przeznaczona do budowy w najbliższych latach. 
Po oddaniu do użytku Zołotej Niwy spodziewano się, że następna w kolejności będzie stacja Plac Stanisławskiego. Jednakże w sierpniu 2011 r. władze Nowosybirska ogłosiły, że priorytety w rozwoju metra zostają zmienione i następną stacją jaka zostanie oddana do użytku będzie właśnie Gusinobrodskaja. Przewiduje się, że prace mogą zostać rozpoczęte jeszcze pod koniec 2012 roku i w takim przypadku zostałyby ukończone po trzech latach. Jeśli miastu nie uda się uzyskać dotacji od rządu federalnego w Moskwie, wtedy inauguracja stacji przewidywana jest na 2016 rok. Nie jest jeszcze znana ostateczna nazwa stacji, w projektach widnieje jako Gusinobrodskaja i Dowatora. Wraz z rozwojem Nowosybirskiego Metra planuje się, że Gusinobrodskaja będzie stacją przesiadkową z planową linią Oktiabrskaja.